# یواس‌اس سامیت کانتی (ال‌اس‌تی-۱۱۴۶)
یواس‌اس سامیت کانتی (ال‌اس‌تی-۱۱۴۶) (به انگلیسی: USS Summit County (LST-1146)) یک کشتی است که طول آن ۳۲۸ فوت (۱۰۰ متر) می‌باشد. این کشتی در سال ۱۹۴۵ ساخته شد.